# Зелена цибуля

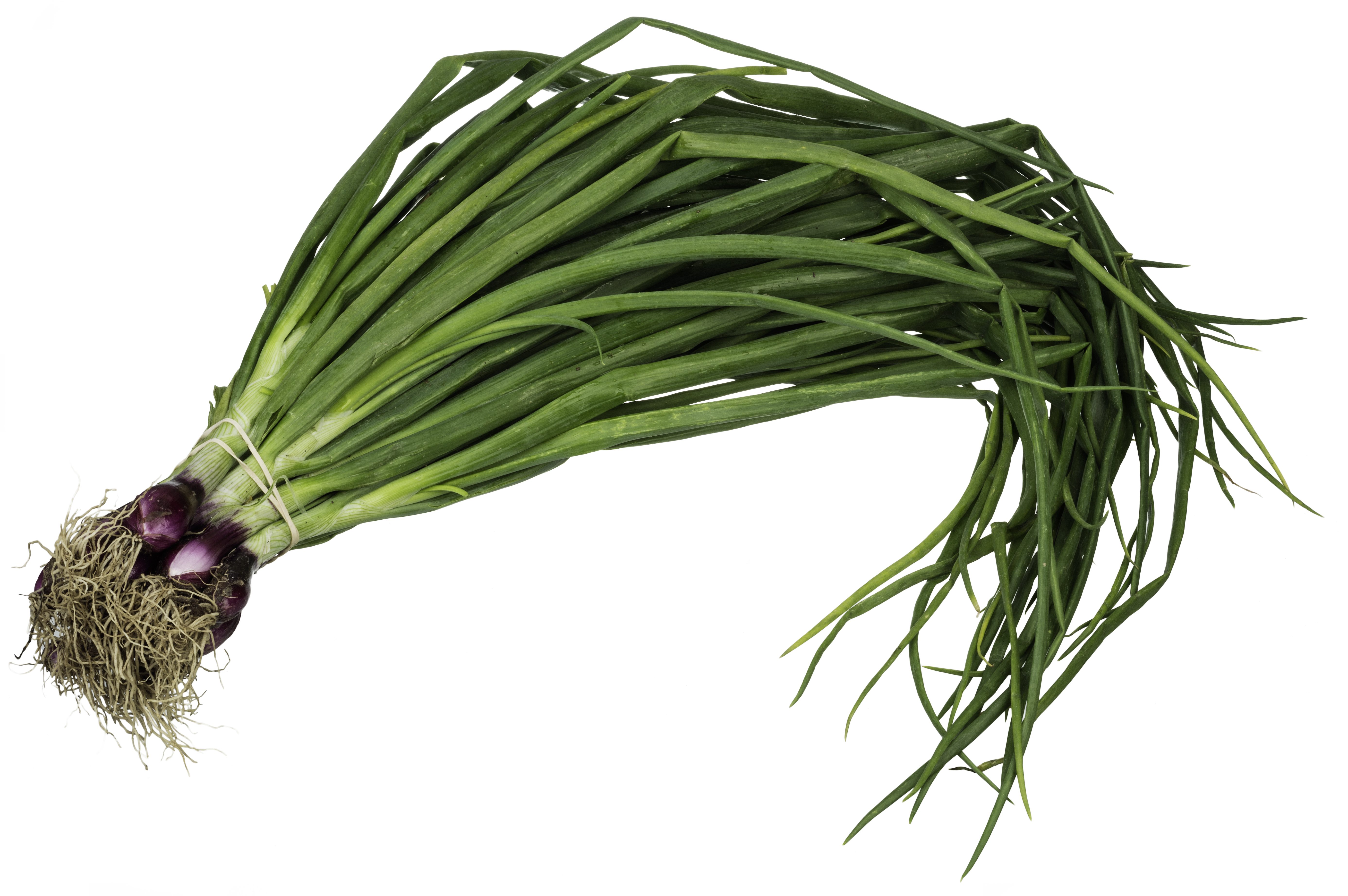
Пучок «зеленої цибулі»

Зелена цибуля або салатна цибуля[джерело?], бут — торгівельне та кулінарне найменування декількох видів роду Allium, у яких споживається надземна (трав'яниста), а не підземна (цибулина) частина. Зелена цибуля має м'якший смак у порівнянні із ріпчастою цибулею. Під такою назвою зазвичай відомі черемша, шалот, пор, скорода і китайська цибуля.
Хоча цибулини багатьох видів Allium споживають в їжу, для «зеленої цибулі» властива відсутність повністю розвиненої цибулини. Зазначеним видам властива наявність порожнистого, трубчастого зеленого листя, котре зростає безпосередньо з цибулини. Це листя використовують у якості овочу; його їдять у сирому (цілими або нашаткованими для салату або у вигляді приправи) або обробленому вигляді.

## Типи

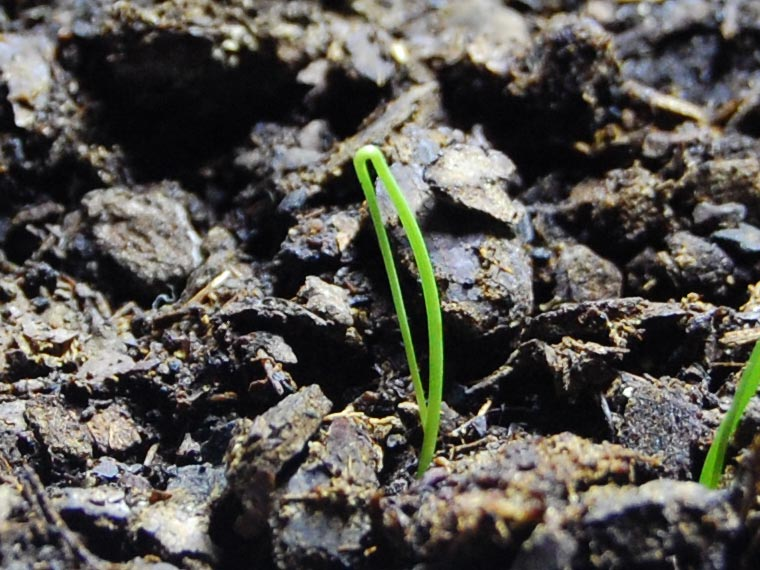
Ростки зеленої цибулі, 10 днів

Види й сорти, які зазвичай лічать до «зеленої цибулі», включають наступні:
- Цибуля ріпчаста
  - «Білий Лісабон»
  - White Lisbon Winter Hardy — дуже стійкий сорт для зимування
  - Кальсот[en]
  - Цибуля городня (Allium caepa var. cepa) — більшість сортів, які вирощують на Заході під назвою «зелена цибуля» (scallion), належать до цього сорту[3]:20. Зазвичай комерційне значення мають молоді рослини, зібрані до утворення цибулини або іноді після її появи, коли вона ще невелика і нетверда.
  - Allium cepa var. aggregatum (раніше Allium ascalonicum) — зазвичай відомий як цибуля шалот.
- Цибуля китайська
- Батун, або ж валійська цибуля, не утворює цибулин навіть у зрілому стані й вирощується на Заході майже виключно як «зелена цибуля». У Азії цей вид широко використовується у кулінарії як у свіжому, так і в обробленому вигляді[3]:18.
- Цибуля багатоярусна — іноді використовується як зелена цибуля[4]

## Використання

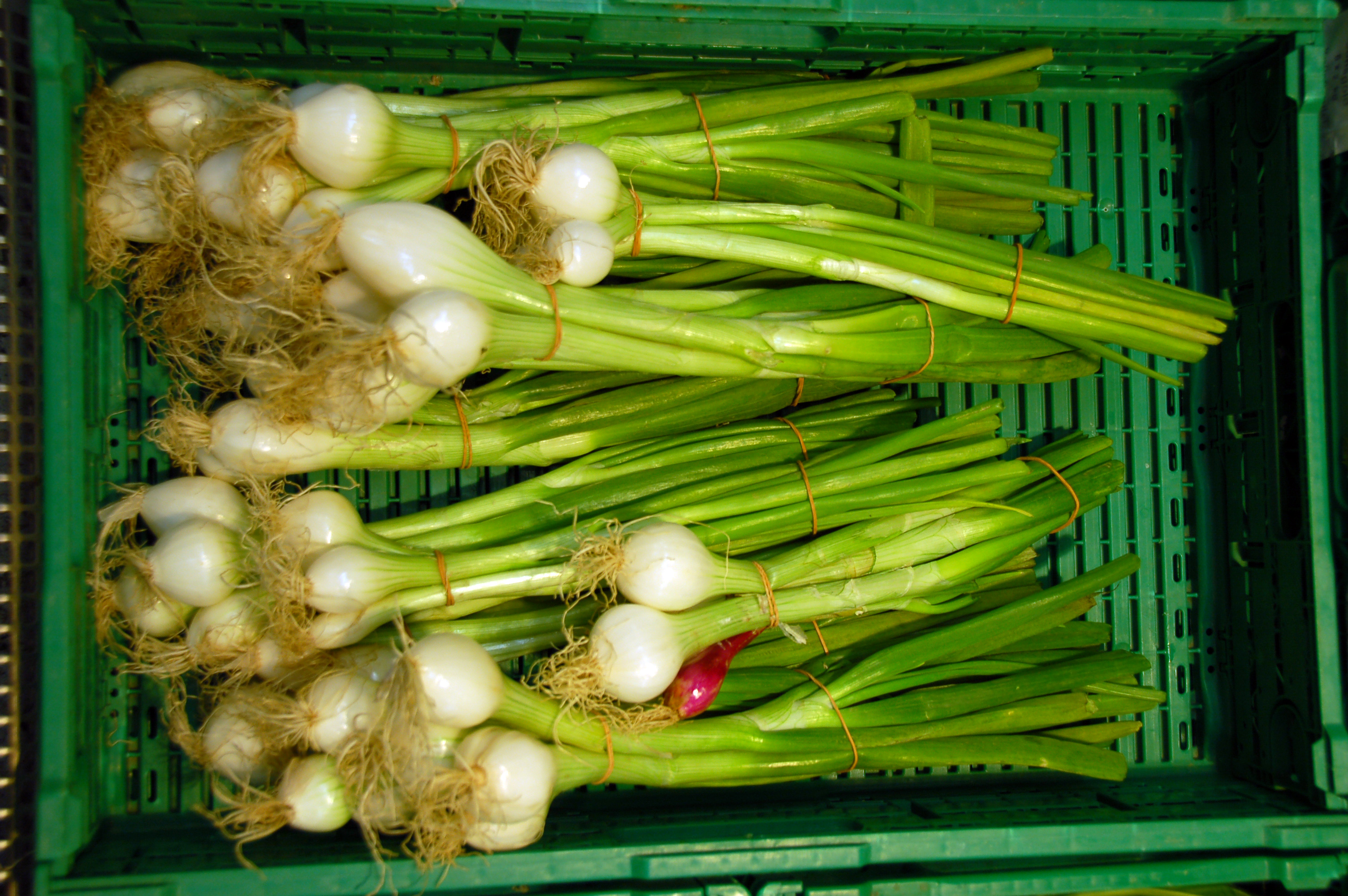
Зелена цибуля з цибулинами

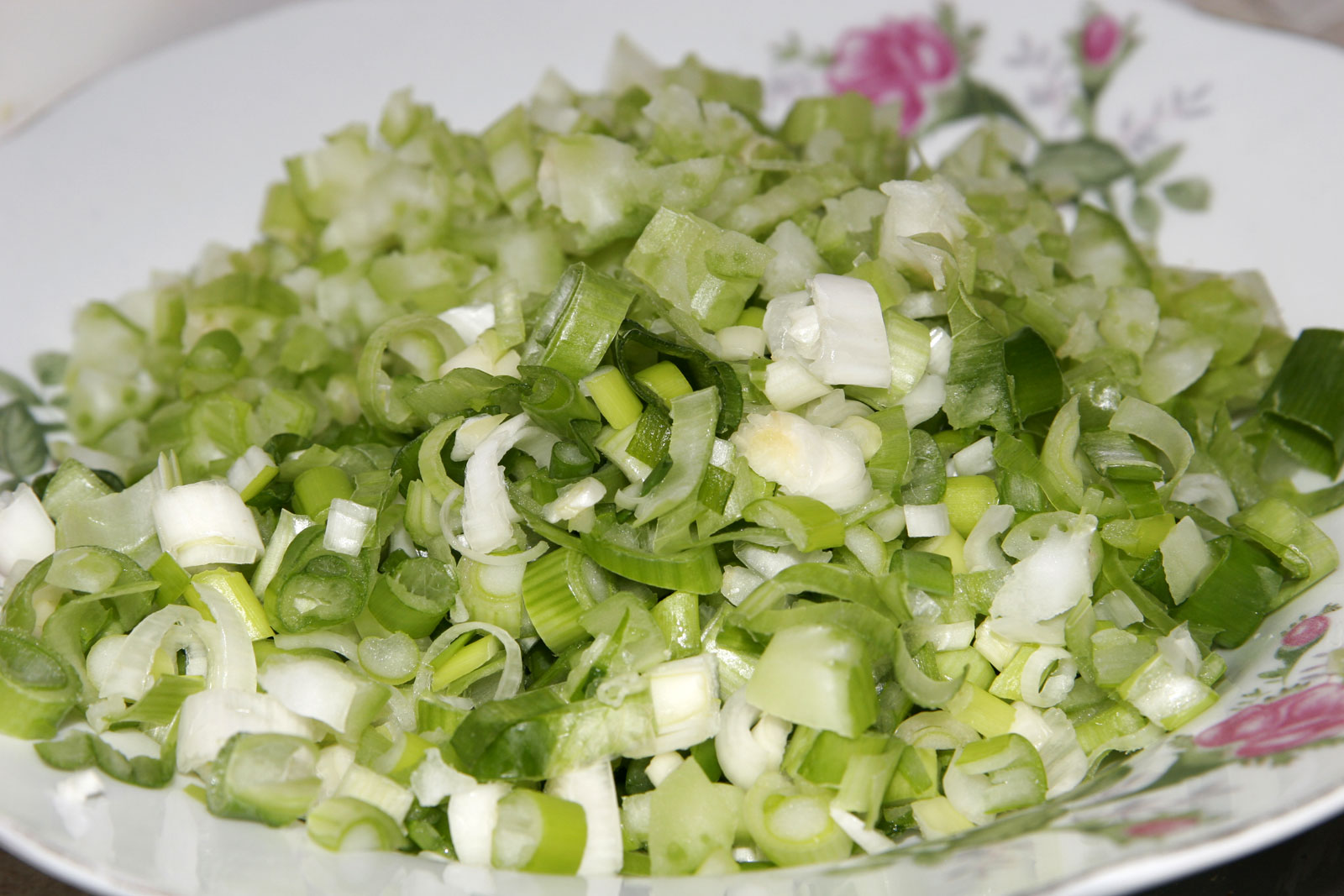
Нашинкована зелена цибуля

Зелену цибулю можна використовувати у термічно обробленому або сирому вигляді у складі салатів, сальси або азійських рецептів. Нарізаний кубиками шалот використовується у супах, локшині та стравах з морепродуктів, канапках, каррі, а також як складова частина печені. У багатьох східних соусах перед використанням зазвичай обрізають кореневу частину на пів сантиметра.
У Мексиці та на південному заході Сполучених Штатів відома страва себольїта — зелена цибуля, посипана сіллю, просмажена на грилі цілком; її їдять з сиром і рисом. Полита соком лайма, себольїта зазвичай подається як традиційний гарнір до асадо.
У каталонській кухні використовується цибуля кальсо — традиційно як складова частина страви під назвою кальсотада. Зазвичай цибулю-кальсо смажать на грилі, умочують у соус сальвічада або ромеско і споживають у великій кількості.
У Японії багатоярусну цибулю (вакеґі) зазвичай використовують як накладаний згори гарнір для страв японської кухні, таких, як тофу.
У В'єтнамі салатну цибулю використовують для приготування страви dưa hành (буквально «ферментована цибуля»), яка подається на свято Тет, в'єтнамський Новий рік. Соусна приправа mỡhành (цибуля обсмажена в олії), використовується у таких стравах, як cơm tấm, bánh ít і cà tím nướng. Салатна цибуля є головним інгредієнтом у страві cháo hành — рисовій каші, яку використовують для лікування застуди.
В Індії зелену цибулю їдять у сирому вигляді як закуску. У північній Індії готують чатні з коріандру, м'яти та сирої зеленої цибулі.
У Сполученому Королівстві зелену цибулю зазвичай нарізають і додають у картопляне пюре або як додатковий інгредієнт у картопляний салат.
На півдні Філіппін її роздріблюють у ступці разом з імбиром і перцем чилі, щоб приготувати місцеву приправу, відому як «волога палапа», котру використовують у гострих стравах або як начиння для смажених страв або висушених на сонці продуктів. Її також можна використати для приготування сухої версії палапи, коли цибулю обсмажують зі свіжою кокосовою стружкою і вологою палапою.
Під час пасхальної трапези (седер) перські євреї б'ють один одного зеленою цибулею перед тим, як заспівати пісню «Дайєну», що символізує бичування, яке євреї мусили терпіти під владою древніх єгиптян.
Іноді з зеленої цибулі готують «цибулеве масло». Листя роздрібнюють і злегка варять, а відтак перетворюють на емульсію в маслі, яку потім використовують як гарнір.